# Torre Bormida
Torre Bormida (piemontiul: Tor Bormia) település Olaszországban, Piemont régióban, Cuneo megyében. Lakosainak száma 168 fő (2023. január 1.). Torre Bormida Bergolo, Bosia, Cortemilia, Cravanzana, Feisoglio és Levice községekkel határos.

## Népesség
A település lakossága az elmúlt években az alábbi módon változott:
| Lakosok száma | 192  | 179  | 168  |
|               | 2017 | 2018 | 2023 |